# Midi libre
Ne doit pas être confondu avec Le Midi libre.
Pour les articles homonymes, voir Midi.

Logo jusqu'en 2013.

Midi libre est un journal quotidien régional français, fondé en 1944 dont le siège se trouve à Saint-Jean-de-Védas, près de Montpellier. Il est diffusé dans la moitié est de la région  Occitanie. Après avoir été racheté par le groupe Le Monde à ses actionnaires historiques en 2001, puis en 2007 par le Groupe Sud Ouest, basé à Bordeaux, il appartient depuis 2015 au Groupe La Dépêche basé à Toulouse.

## Historique

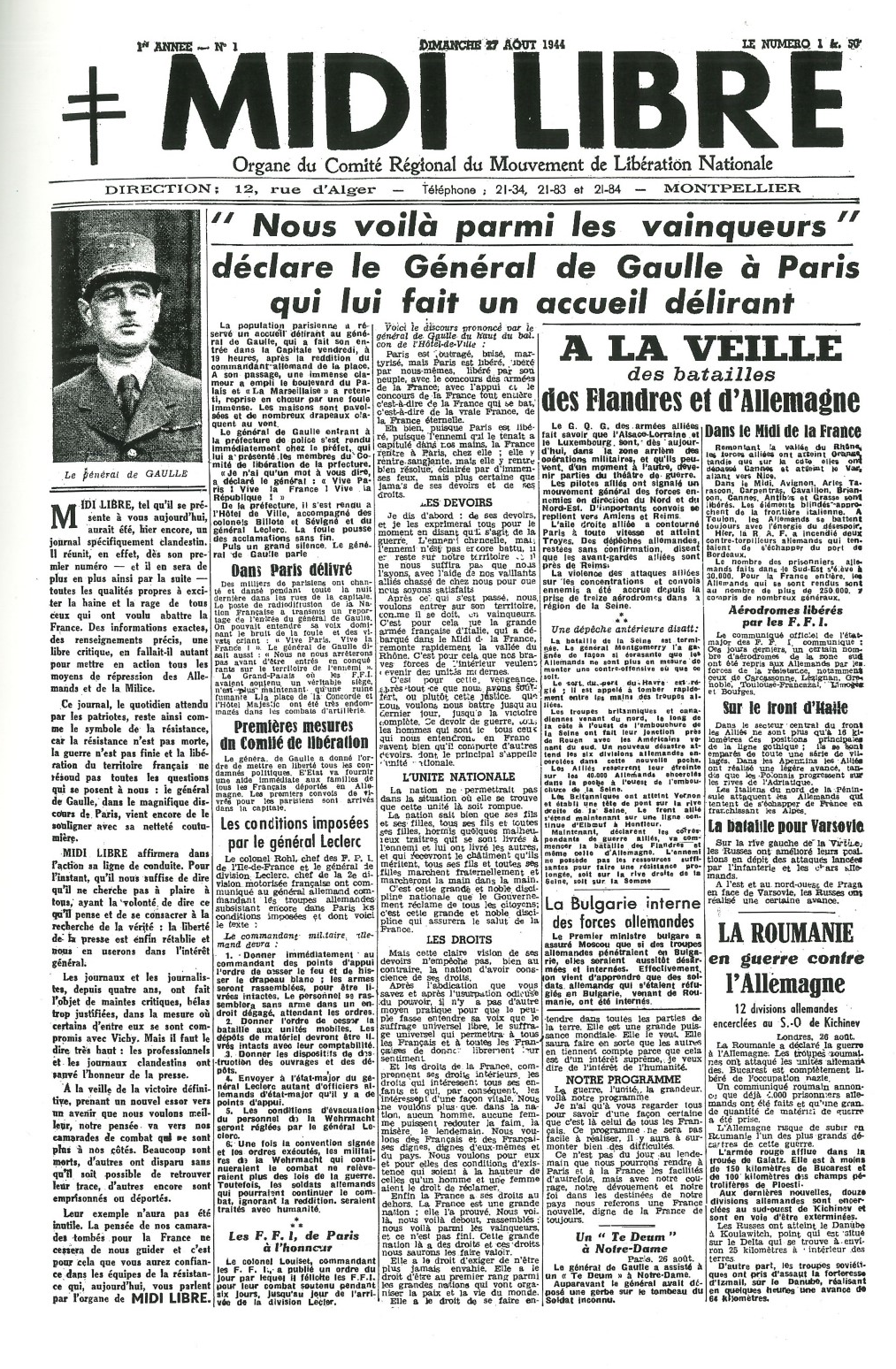
Une du premier numéro de Midi Libre, le 27 août 1944

Midi libre est publié pour la première fois le dimanche 27 août 1944 lors de la Libération de Montpellier à plus de 35 000 exemplaires ; il est alors l’« organe du comité régional du mouvement de libération nationale » comme l’indique son sous-titre. Ce premier numéro relate notamment l’arrivée de Charles de Gaulle à Paris. 
À la Libération de Montpellier, les deux grands quotidiens Le Petit Méridional et L'Éclair sont interdits pour avoir paru sous l'occupation. Leurs locaux sont occupés par la Résistance, Le Petit Méridional par les Milices patriotiques du Front national (FN) créé par les communistes et L'Éclair par le Mouvement de libération nationale (MLN). Dans les anciens locaux de L'Éclair, s'installe un nouveau journal Midi libre dont Lucien Roubaud, chef régional du MLN et président du Comité de libération, a inventé le titre. Dans les anciens locaux du Petit méridional, le Front national installe un autre quotidien La Voix de la patrie dirigée par Louis Mardon, qui se fera connaître en 1948 et 1949 par l'affaire Louis Mardon.
Dans les deux nouveaux quotidiens, sont intégrés les journalistes des deux anciens titres qui peuvent prouver leurs titres de Résistance. C'est Lucien Roubaud qui choisit le journaliste d'origine roumaine Armand Labin, dit Jacques Bellon dans la Résistance, comme directeur de Midi libre. Pendant plusieurs années, la ligne des deux quotidiens présente, selon Émile Martin, maire de Montpellier à la Libération, « la même doctrine qui était celle de la Résistance ». 
En 1947, malgré l'opposition des journalistes et grâce au ministre de l'Information Jacques Soustelle, Jean Bène, ancien président du MLN pour le département de l'Hérault, prend le contrôle de Midi libre. Le 28 septembre, le quotidien titre « Les pouvoirs publics contre la presse libre. ». Les CRS envahissent la rédaction et font cesser la publication du quotidien. En colère, plus de 10 000 lecteurs défilent à Montpellier et déposent une motion en préfecture. Le 1er octobre, les compagnies républicaines de sécurité évacuent les locaux et le journal reste fermé. Le 11 octobre 1947, le conflit avec la rédaction s'achève par un compromis, le maintien de Jacques Bellon et un nouveau partage des actions : 32 % à deux parlementaires socialistes (Jean Bène, sénateur, et Jules Moch, député) ; 32 % au MLN ; 32 % aux journalistes et 4 % au parti radical.
Dès 1949, Midi libre lance son « Grand Prix cycliste » qui rayonne au-delà des frontières. Les plus grands coureurs s'y frotteront, souvent en préparation du Tour de France, jusqu'en 2002, date de sa suspension. 
Le 8 janvier 1950, le quotidien publie sa première édition du dimanche. Depuis cette date, le journal du septième jour deviendra le plus fort tirage de la semaine. 
À la mort de Jacques Bellon, en 1956, Maurice Bujon devient président-directeur général de Midi libre et le demeure jusqu'en 1996 date à laquelle son fils Claude lui succède. Mais deux ans plus tard, en octobre 1998, celui-ci est évincé par les actionnaires du groupe de presse. De 1946 à sa mort en 1953, le journaliste Emmanuel Gambardella, élu en 1949 président de la Fédération française de football, a été président du conseil d'administration du journal.
Félix Torrès dans une brochure publiée à l’occasion du cinquantième anniversaire du journal écrit que  « Midi libre a su survivre, se développer, gagner sans cesse de nouveaux lecteurs, évincer ses rivaux régionaux de l’Hérault et du Gard, acquérir ceux de l’Aveyron, de l’Aude et des Pyrénées-Orientales… La formule des années 1950-60 est plus que jamais vraie : « des Alpes aux Pyrénées, de l’Auvergne à la mer ».

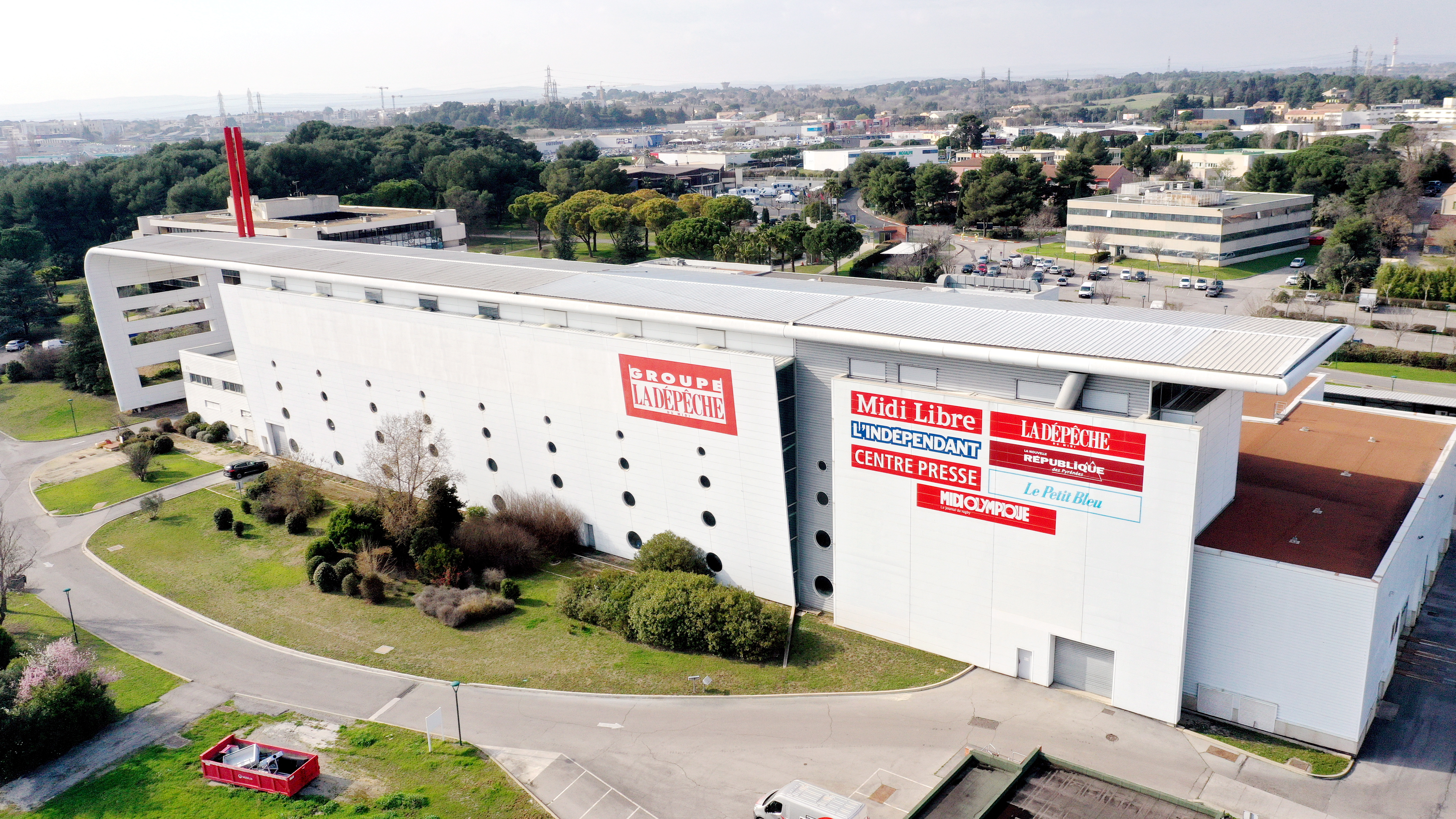
Le siège du journal à Saint-Jean-de-Védas. Photo Mickael Esdourrubailh

En 1978, le siège de l'entreprise déménage à Saint-Jean-de-Védas, dans la proche banlieue de Montpellier, près de l'autoroute A9. Les terrains ne manquaient pas à l'époque, ce qui a permis d'y construire les bâtiments nécessaires aux nouvelles et spacieuses rotatives.
Midi libre est un des titres d'un groupe régional (Les Journaux du Midi), avec L'Indépendant et Centre Presse aveyronnais.

### AuXXIesiècle
Après avoir été racheté par le groupe Le Monde à ses actionnaires historiques en 2001, il passe en 2007 au groupe Sud Ouest qui est basé à Bordeaux.
En juin 2015, le groupe La Dépêche du Midi, basé à Toulouse, annonce l'officialisation de l'acquisition du groupe Les Journaux du Midi, pour un montant de 15 millions d'euros. Dans le même temps, il annonce la suppression de 300 postes, répartis à parts égales entre les deux groupes qui ont respectivement 800 et 920 employés, soit légèrement moins qu'annoncé précédemment.
Le 29 mai 2019 une partie des salariés du groupe décide de se mettre en grève afin de protester contre un plan de réorganisation qui devrait impliquer plus de 25 mutations « contraintes ». Les méthodes de management du rédacteur en chef, Olivier Biscaye, sont pointées du doigt par les salariés alors que Midi libre subit des pertes financières régulières,.
Le 1er décembre 2021, la cour d'appel de Montpellier a condamné le journal Midi libre dans le cadre du suicide d’un de ses employés. François Charcellay était journaliste et chef de l’agence Midi libre de Nîmes. Il s’était donné la mort à son domicile, dans la nuit du 19 au 20 mars 2014. En outre, la société Midi libre a été condamnée à verser à madame Julienne Charcellay la somme de 10 000 € à titre de dommages et intérêts.
En mars 2023, trois mois après avoir proposé à ses salariés un plan de départs volontaires pour 45 postes, la direction de Midi libre annonce cette fois un plan de départs contraints. Selon la direction, le plan est justifié par le refus des syndicats d'avoir accepté le plan de départs volontaires ainsi que par un déficit de 1,6 million d'euros pour 2022 et l'anticipation d'un déficit de 2,8 millions d'euros en 2023. Même s'il touchera prioritairement les plus jeunes salariés de l'entreprise, le plan devrait permettre un retour au positif à partir de 2024.
En mars 2025, Midi Libre connait une crise avec ses correspondants locaux à la suite de la décision de baisser leur rémunération : selon le format, les honoraires passent de 27 à 17 euros pièce, de 17 à 14 euros ou encore de 12 à 11 euros. Par conséquent, ils sont plus d'une centaine à vouloir cesser leur collaboration avec le journal quotidien régional.

## Ligne et indépendance éditoriale
En 2010, la rédaction du quotidien reproche à sa direction son soutien trop voyant au président de la région Georges Frêche, alors dissident du Parti socialiste.
En février 2016, alors que Midi libre est avec La Dépêche du Midi le seul journal qui applaudit le remaniement gouvernemental, le magazine Le Point souligne le « quasi-monopole de Toulouse à Montpellier » de Jean-Michel Baylet, actionnaire majoritaire, avec sa famille, des Journaux du Midi, le chercheur Franck Bousquet rappelant qu'« il n'y a pas dans l'histoire récente d'autres exemples de ministre propriétaire de journaux ».
Le maire de Béziers Robert Ménard a à plusieurs reprises reproché à Midi libre sa ligne éditoriale. En 2016, une affiche municipale titre : « À qui appartient Midi libre. à J-M Baylet, ministre des Collectivités territoriales ». La société des journalistes du Midi libre, la Sojomil, a condamné une attitude « qui met en cause de façon primaire l'indépendance de la rédaction du journal Midi libre » soulignant que « ce ne sont pas les dirigeants du groupe qui dictent sa ligne éditoriale »,.
En matière de couverture sportive, il est parfois reproché au quotidien de fortement privilégier le rugby à XV au détriment du rugby à XIII, alors que le journal a son siège en Occitanie et qu'il appartient au même groupe que L'Indépendant et la Dépêche du Midi.

## Diffusion
Comme la plupart des journaux édités sur papier, la diffusion imprimée baisse de manière importante chaque année depuis 2000.
- Édition papier du Midi libre

| Titre      | 2013    | 2014    | 2015    | 2016    | 2017    | 2018   | 2019   | 2020   | 2021   | 2022   | 2023   |
| ---------- | ------- | ------- | ------- | ------- | ------- | ------ | ------ | ------ | ------ | ------ | ------ |
| Midi libre | 121 881 | 117 960 | 113 297 | 107 598 | 103 704 | 98 050 | 90 187 | 84 865 | 81 407 | 76 889 | 71 901 |

- Édition papier du Midi libre dimanche

| Titre               | 2013    | 2014    | 2015    | 2016    | 2017    | 2018    | 2019    | 2020    | 2021    | 2022    | 2023   |
| ------------------- | ------- | ------- | ------- | ------- | ------- | ------- | ------- | ------- | ------- | ------- | ------ |
| Midi libre Dimanche | 166 650 | 160 924 | 154 766 | 147 820 | 142 874 | 133 131 | 124 697 | 115 246 | 109 867 | 102 350 | 93 726 |

- Site Midilibre.fr

|                          |            | décembre 2018 | décembre 2023 |
| ------------------------ | ---------- | ------------- | ------------- |
| MidiLibre.fr site fixe   | visites    | 130 353       | 112 725       |
| MidiLibre.fr site fixe   | visiteurs  | 93 702        | 84 282        |
| MidiLibre.fr site fixe   | pages vues | 461 252       | 434 290       |
| MidiLibre.fr site mobile | visites    | 132 548       | 1 131 643     |
| MidiLibre.fr site mobile | visiteurs  | 105 543       | 955 680       |
| MidiLibre.fr site mobile | pages vues | 247 071       | 1 695 948     |

## Activité et résultats de l'entreprise
Le journal appartient à la Société du journal Midi libre. En 2017, son chiffre d'affaires a atteint 74 238 300 euros et un résultat (négatif) de 593 600 euros. Le journal a employé, en 2017, 330 collaborateurs.
Pour l'année 2021, le chiffre d'affaires de la Société du journal Midi libre est de 66 131 200 euros, avec un résultat net de 1 442 500 euros.
Pour l'année 2022, le chiffre d'affaires réalisé est de 63 958 300 euros, avec un résultat net de −3 545 000 euros.

## Éditions
Midi libre diffuse 12 éditions différentes :
- 11 Aude (en concurrence avec L'Indépendant et La Dépêche du Midi) :
  - Carcassonne ;
  - Narbonne.

- 12 Aveyron (en concurrence avec Centre Presse et La Dépêche du Midi) :
  - Millau et Sud Aveyron ;
  - Rodez.

- 30 Gard (en concurrence avec La Marseillaise, édition du Gard) : 
  - Alès et Cévennes ;
  - Bagnols-sur-Cèze, Gard rhodanien, Nîmes et Pont-St-Esprit.

- 34 Hérault (en concurrence avec l'édition locale de La Marseillaise) :
  - Pézenas, Béziers et Agde ;
  - Montpellier et Lunel ;
  - Lodève et Cœur d'Hérault ;
  - Sète.

- 48 Lozère :
  - Lozère.

- 66 Pyrénées-Orientales (en concurrence avec L'Indépendant) :
  - Catalan.

## Condamnation
En décembre 2015, Midi libre est condamné par le Tribunal Correctionnel de Nîmes pour avoir refusé un droit de réponse à Julien Sanchez (FN), maire de Beaucaire.

## Fonds d'archives
- Fonds : Midi Libre (1944-2010).  Cote : PAR 989. Montpellier : Archives départementales de l'Hérault (présentation en ligne).